# Giuseppe Carriero
Giuseppe Mattia Carriero (Desio, 4 settembre 1997) è un calciatore italiano, centrocampista del Trapani.

## Carriera
Inizia la carriera professionistica a 17 anni al Verbania, militante nell'Eccellenza piemontese; nel gennaio del 2015 si trasferisce allo Sporting Bellinzago, con cui conquista la promozione in Lega Pro (poi non concretizzata a causa della mancata iscrizione del club). Passa quindi alla Casertana; dopo aver rinnovato con i rossoblù fino al 2019, il 31 gennaio 2018 viene ceduto al Parma, rimanendo comunque in prestito al club campano. Il 12 gennaio 2019 si trasferisce a titolo temporaneo al Catania; il 12 agosto seguente passa in prestito al Monopoli.
Il 5 gennaio 2021 viene acquistato dall'Avellino; il 20 gennaio 2022 prolunga con i biancoverdi, risolvendo poi il contratto nel successivo mese di luglio. Pochi giorni più tardi viene tesserato dal Cittadella.
Il 13 agosto 2024 viene ufficializzato il suo passaggio al Trapani.

## Statistiche

### Presenze e reti nei club
Statistiche aggiornate al 28 aprile 2025.
| Stagione                   | Squadra                    | Campionato                 | Campionato | Campionato | Coppe nazionali | Coppe nazionali | Coppe nazionali | Coppe continentali | Coppe continentali | Coppe continentali | Altre coppe | Altre coppe | Altre coppe | Totale | Totale |
| Stagione                   | Squadra                    | Comp                       | Pres       | Reti       | Comp            | Pres            | Reti            | Comp               | Pres               | Reti               | Comp        | Pres        | Reti        | Pres   | Reti   |
| -------------------------- | -------------------------- | -------------------------- | ---------- | ---------- | --------------- | --------------- | --------------- | ------------------ | ------------------ | ------------------ | ----------- | ----------- | ----------- | ------ | ------ |
| gen.-giu. 2015             | Sporting Bellinzago        | D                          | 16         | 2          | CI-D            | -               | -               | -                  | -                  | -                  | -           | -           | -           | 16     | 2      |
| 2015-2016                  | Sporting Bellinzago        | D                          | 34+2       | 2          | CI-D            | 0               | 0               | -                  | -                  | -                  | -           | -           | -           | 36     | 2      |
| Totale Sporting Bellinzago | Totale Sporting Bellinzago | Totale Sporting Bellinzago | 52         | 4          |                 | 0               | 0               |                    | -                  | -                  |             | -           | -           | 52     | 4      |
| 2016-2017                  | Casertana                  | LP                         | 30+2       | 2          | CI+CI-LP        | 0+1             | 0               | -                  | -                  | -                  | -           | -           | -           | 33     | 2      |
| 2017-2018                  | Casertana                  | C                          | 30         | 2          | CI+CI-C         | 1+2             | 0               | -                  | -                  | -                  | -           | -           | -           | 33     | 2      |
| Totale Casertana           | Totale Casertana           | Totale Casertana           | 62         | 4          |                 | 4               | 0               |                    | -                  | -                  |             | -           | -           | 66     | 4      |
| gen.-giu. 2019             | Catania                    | C                          | 13+2       | 1          | CI+CI-C         | 0+1             | 0               | -                  | -                  | -                  | -           | -           | -           | 16     | 1      |
| 2019-2020                  | Monopoli                   | C                          | 29+1       | 4          | CI+CI-C         | 1+2             | 0               | -                  | -                  | -                  | -           | -           | -           | 33     | 4      |
| gen.-giu. 2021             | Avellino                   | C                          | 15+5       | 1          | CI              | -               | -               | -                  | -                  | -                  | -           | -           | -           | 20     | 1      |
| 2021-2022                  | Avellino                   | C                          | 29+1       | 3          | CI+CI-C         | 1+1             | 0               | -                  | -                  | -                  | -           | -           | -           | 32     | 3      |
| Totale Avellino            | Totale Avellino            | Totale Avellino            | 50         | 4          |                 | 2               | 0               |                    | -                  | -                  |             | -           | -           | 52     | 4      |
| 2022-2023                  | Cittadella                 | B                          | 33         | 2          | CI              | 1               | 0               | -                  | -                  | -                  | -           | -           | -           | 34     | 2      |
| 2023-2024                  | Cittadella                 | B                          | 31         | 2          | CI              | 2               | 0               | -                  | -                  | -                  | -           | -           | -           | 33     | 2      |
| Totale Cittadella          | Totale Cittadella          | Totale Cittadella          | 64         | 4          |                 | 3               | 0               |                    | -                  | -                  |             | -           | -           | 67     | 4      |
| 2024-2025                  | Trapani                    | C                          | 21         | 0          | CIC             | 2               | 0               | -                  | -                  | -                  | -           | -           | -           | 23     | 0      |
| Totale carriera            | Totale carriera            | Totale carriera            | 294        | 21         |                 | 15              | 0               |                    | -                  | -                  |             | -           | -           | 309    | 21     |